# مطبخ حضرمي

## أطباق
- المندي

يتم طبخه في قدر (طنجرة) تحت الأرض حتى ينضج تماماً سواء كان لحم أو دجاج.
- المضبي

ويلفظ في الدارجة مظبي أو مضبي. يتم طبخه فوق مجموعة من الأحجار بعد إشعال النار تحته سواء كان من اللحم أو الدجاج بعد تتبيله بالبهارات الخاصة به.
- الحنيذ

عباره عن أكل يطبخ بطريقة خاصة سواء كان لحم أو دجاج.
- الحنيد

عباره عن سمك التونة (ويسمى ثمد) يشوى في التنور ويجفف ويتم طبخه بعدة طرق ومن أشهرها صانة حنيد والمخسخس ويسمى في الخليج كبسة الحنيد.
- المقلقل الحضرمي

عبارة عن لحم أو دجاج يطبخ على طريقتين وهيا الطبخ بالسلق ثم بالزيت.
- المرق الحضرمي

عبارة عن مرقة يتم طبخها بلحم أو دجاج ويتم إضافة بهارات خاصة بها وعلى رأسها الكركم.
- الهريس الحضرمية

تعتمد في طبخها على لحمة الضأن والبر.
- العصيد الحضرمية

تعتمد على التمر كعامل أساسي في طبخها.
- اللخم الحضرمي

عبارة عن طبخ بعدة أشكال لسمك القرش المجفف بكمية ملح كبيرة. وهناك تنوع كبير في حضرموت في المأكولات حسب المناطق والبيئة. فعلى سبيل المثال تشتهر دوعن بالعسل الدوعني والمندي والمضبي، بينما تشتهر مدن الساحل بأكلات السمك كالصيادية بينما تأثرت مدن الداخل بالمطبخ الإندونيسي بسبب الهجرة إلى شرق آسيا.

## حلويات ومعجنات
- الباخمري.
- الكعك الحضرمي.
- المفوش (اللقيمات).
- الخمير.
- المشبك.
- الحلوى الحضرمية.

## مشروبات
لا يتناول غالباِ الحضارم الشاي بدون أي إضافات إليه ويختلف المذاق لديهم من منطقة لأخرى، في الغالب يتناول الحضارم الشاي بالحليب في الصباح الباكر أو مع وجبة الفطور، بعد وجبة الغداء يتناولون الشاي الأخضر بالنعناع غالباً، في باقي الأوقات يحبذون تناول الشاي الأسود بالنعناع أو الحبق وأيضاً الهيل والبعض الآخر يفضل الزعفران، أما بالنسبة لعشاق القهوة فهم يفضلون تناول القهوة الحضرمية إما مع الزنجبيل أو الهيل. في أيام الجمعة يقومون بإعداد مشروب النعناع وذلك بغليه فقط وإضافة القليل من السكر إليه أو تقديمه مع مكعبات السكر ليتم تحليته حسب الرغبة ونفس الفكرة يتم تطبيقها مع إعداد الشاي العادي.

## نمط الغذاء اليومي
يتميز الحضارم بأشكال متعددة من النمط الغذائي اليومي، يأكلون ثلاثة وجبات في اليوم، فيتميز الفطور بأكل الخبز مع البيض المطهو بالسمن بالإضافة إلى تناول الجبن، بينما يتم شرب الشاي المضاف إليه بعض التوابل أو الحليب.
ووجبة الغداء تعتبر الوجبة الرئيسية وفيها يتم أكل الرز بالإضافة إلى الطبق الأساسي لهذا اليوم سواء كان من اللحم أو الدجاج أو السمك، ويختلف أسلوب طبخ الرز حسب طبيعة الطبق فإذا كان الطبق يحتوي على المرق أو الإدام ويسمى بالخُصار فإن الرز يطبخ بدون أي إضافات إليه وأما إذا كان الطبق لا يحتوي على أي سائل كالمشاوي على سبيل المثال فإن الرز يطبخ بمواصفات أخرى تناسب الطبق. بالنسبة لوجبة العشاء، فإنها تعتمد على النمط المتبع في وجبة الفطور من الخبز والبيض والجبن.
يتميز الحضارمة بوجبتهم الإضافية التي تسمى وقت القهوة وتكون في الأغلب بعد صلاة المغرب، يتناولون فيها القهوة الحضرمية مع الحلويات أو المأكولات الحضرمية مثل الكعك واللقيمات والخَمِير والحلوى الحضرمية والمُشَبَّك وغيرها.

## طريقة الذبح عند الحضارم
من المعروف أن للحضارم طريقة خاصة في ذبح الأغنام وتفصيل أعضائها بطريقة رائعة ونظيفة بحيث لا يستطيع أحدٌ الغش فيها وكما هو معروف لدى الحضارم أنهم لا يقومون بتقطيع اللحوم بطريقة عشوائية بتكسير العظام وضلوع الذبيحة إلى عدة قطع، بل يقومون بتفصيلها كل جزء على حدة، ويتم أيضاً تقسيم الذبيحة إلى نصفين وكل نصف إلى ربعين وكل ربع إلى ثمنين وكل ثمن إلى نصف الثمن ونصف الثمن يعتبر غذاء لشخص واحد.